# Boyardo

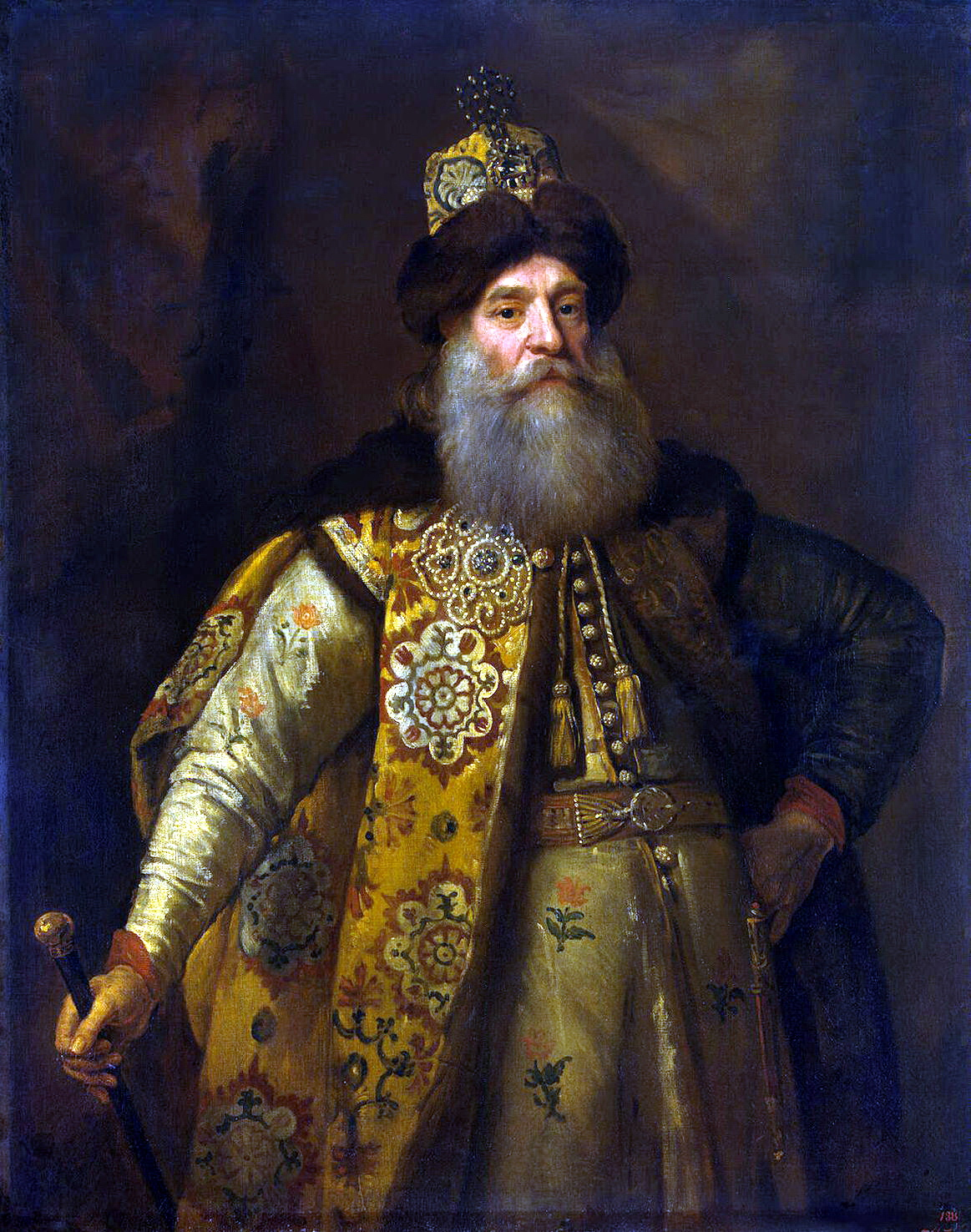
Retrato del boyardo ruso Piotr Potiomkin, por Godfrey Kneller.

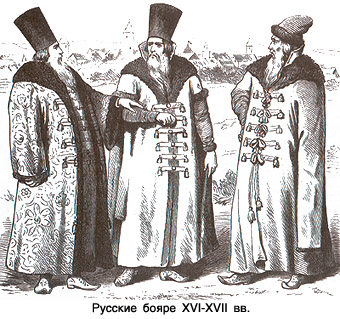
Boyardos rusos.

Boyardo (en búlgaro: боляр o болярин; en ucraniano: буй o боярин; en ruso: боя́рин; en rumano: boier) es el título de los nobles terratenientes eslavos, aunque se emplea sobre todo en el ámbito ruso, serbio, búlgaro y rumano (incluyendo Moldavia). El rango ha vivido como un apellido en Rusia y Rumania, Finlandia y Letonia, donde se escribe Pajari o Bajāri.
Posteriormente, en Rusia se asocian a una nobleza rural que se caracterizaba por su indumentaria particular: abrigos largos de brocado y terciopelo, forrados de pieles, llegando hasta los pies, altos gorros de marta cibelina y largas barbas.

## Etimología
También conocido como bolyar; variantes en otros idiomas incluyen en búlgaro: боляр o болярин; en ruso: боя́рин, boyarin; en ucraniano: боярин; en rumano: boier y en griego: βογιάρος.
El título Boila es predecesor o forma antigua del título Bolyar (la palabra búlgara de «boyardo»). Boila era un título usado por algunos de los aristócratas búlgaros (principalmente de gobernadores regionales y guerreros nobles) en el Primer Imperio Búlgaro (681-1018). La forma plural de boila («noble»), bolyare está atestiguada en inscripciones bulgáricas y representada como boilades o boliades en el griego de los documentos bizantinos. Los estudiosos y lingüistas han sugerido múltiples teorías de derivación de la palabra, como que tiene posibles raíces del antiguo turco: bai («noble», «rico»), más turco är («hombre») o boj protoeslavo («lucha», «batalla»). El título ingresó al ruso antiguo como быля (bylya, atestiguado únicamente en el Cantar de las huestes de Ígor).

## Boyardos en Bulgaria
La forma eslava más antigua de boyardo: boliarina, pl. bolyari (búlgaro: болярин, pl. боляри), data del siglo X, y se encuentra en Bulgaria, donde puede haber surgido del antiguo título búlgaro boila, que denotaba un alto estatus aristocrático entre los búlgaros. Probablemente se transformó de boilar o bilyar a bolyar y bolyarin. En apoyo de esta hipótesis se encuentra el protocolo diplomático del emperador bizantino Constantino VII del siglo X, donde los nobles búlgaros se llaman boliades, mientras que las fuentes búlgaras del siglo IX los llaman boila.
Un miembro de la nobleza durante el Primer Imperio Búlgaro se llamaba boila, mientras que en el Segundo Imperio Búlgaro, el título correspondiente se convirtió en bolyar o bolyarin. Bolyar, así como su predecesora, boila, era un título hereditario. Los boliarios búlgaros se dividieron en veliki ("grande") y malki ("menor").
Actualmente en Bulgaria, la palabra bolyari se usa como apodo para los habitantes de Veliko Tarnovo, una vez la capital del Segundo Imperio Búlgaro.

## Boyardos en Serbia
En la Serbia medieval, el rango de los boyardos (Боjари, bojari) era equivalente al rango del barón; que significa "guerrero libre" (u "hombre libre" en general), fue el primer rango después de los campesinos o siervos no libres. La etimología del término proviene de la palabra batalla (бој, boj); los boyardos de Serbia eran literalmente "hombres para la batalla" o la clase guerrera, en contraste con los campesinos; podían poseer tierras pero estaban obligados a defenderlas y luchar por el rey. Con el dominio del Imperio otomano después de 1450, los términos otomano y austrohúngaro sustituyeron el serbio. Hoy, es un término arcaico que representa la aristocracia (племство, plemstvo).

## Boyardos en la Rus de Kiev
Del siglo IX al XIII, los boyardos ejercieron un poder considerable a través de su apoyo militar a los príncipes de la Rus de Kiev. Sin embargo, el poder y el prestigio de muchos de ellos pronto llegaron a depender casi por completo del servicio al estado, la historia familiar del servicio y, en menor medida, la propiedad de la tierra. Los boyardos de la Rus de Kiev eran visualmente muy similares a los caballeros, pero después de la invasión mongola, sus vínculos culturales se perdieron en su mayoría.
Los boyardos ocuparon las oficinas estatales más altas y, a través de un consejo (duma), asesoraron al gran duque. Recibieron amplias concesiones de tierras y, como miembros de la Duma de los Boyardos, fueron los principales legisladores de la Rus de Kiev.
Después de la invasión mongola en el siglo XIII, los boyardos del centro y sur de la Rus de Kiev (Bielorrusia y Ucrania modernas) se incorporaron a la nobleza lituana y polaca (szlachta). En los siglos XVI y XVII, muchos de esos boyardos ucranianos que no lograron obtener el estatus de noble participaron activamente en la formación del ejército cosaco, con sede en el sur de la Ucrania moderna.

## Boyardos en la antigua Moscovia
Durante los siglos XIV y XV, los boyardos de Moscú tuvieron una influencia considerable que continuó desde el período de Moscovia. Sin embargo, comenzando con el reinado de Iván III, los boyardos comenzaron a perder esa influencia ante los zares autorizados en Rusia. Debido a las políticas expansionistas de Iván III, se necesitaban cambios administrativos para aliviar la carga de gobernar Moscovia. Los pequeños principados conocían a sus súbditos leales por su nombre, pero después de la consolidación de los territorios bajo Iván, la lealtad familiar y la amistad con los súbditos del boyardo convirtieron a esos mismos súbditos en listas administrativas. El rostro del gobierno provincial desapareció.

Boyardos rusos celebran una boda.

La membresía de los boyardos, hasta el siglo XVI, no requería necesariamente que uno fuera ruso, ni siquiera ortodoxo, ya que los historiadores señalan que muchos boyardos vinieron de lugares como Lituania o Nogayos, y algunos siguieron siendo musulmanes durante una generación después de que los mongoles fueran expulsados. Lo interesante de los boyardos son sus deberes implícitos. Debido a que los boyardos no fueron instituidos constitucionalmente, gran parte de sus poderes y deberes provenían de acuerdos firmados entre príncipes. Los acuerdos, como uno entre Ivan III y Mijaíl Borisovich en 1484, mostraron cómo las lealtades debían ganarse y asegurarse, en lugar de ser implícitas y ejecutadas.
En lugar de que el Gran príncipe supervisara personalmente sus tierras, tuvo que depender de sus capitanes y asesores cercanos para supervisar las operaciones diarias. En lugar de la gran voz que los boyardos tenían anteriormente en sus funciones de asesoramiento, ahora tenían menos poder de negociación y movilidad. Respondieron a preguntas formuladas por el gran príncipe, e Ivan III incluso se aseguró de obtener su aprobación en eventos especiales, como su matrimonio con Zoe Paleóloga o el ataque a Nóvgorod. Esto fue para asegurar que los boyardos y su poder militar permanecieran leales al zar. El gran duque también se aseguró de que los campesinos no pudieran abandonar las tierras de los príncipes, o de un lugar a otro, a mediados de la década de 1400, estableciendo efectivamente la servidumbre. Los boyardos también obtuvieron recompensas y regalos. Algunos boyardos fueron enviados a las regiones como gobernadores, y podrían "alimentarse" de los locales de esta manera. Aun así, a fines del siglo XV, la membresía de boyardos había disminuido, y el mérito, en lugar de pertenecer a la familia, decidió quién se convirtió en boyardo. Luego, Iván IV se convirtió en el zar, y se implementaron cambios más radicales.
Ivan IV se convirtió en Gran príncipe de Moscovia en 1533 a la edad de tres años, pero varias facciones boyarcas intentaron competir por el control de la regencia. Cuando Iván IV se convirtió en zar en 1547, el poder político independiente de los boyardos quedó obsoleto. La independencia y autonomía experimentada por los príncipes de las regiones en el Principado de Moscú fue abolida bajo Iván IV a fines del siglo XVI, convirtiéndolos en "los hijos del príncipe", o simplemente simples boyardos al servicio del Gran Príncipe. Ivan IV dividió a la Rus en dos partes en 1565, y en la parte privada, comenzó el terror. Los boyardos intentaron unirse y resistir, pero en lugar de establecer constitucionalmente su papel en el gobierno, Ivan IV aplastó implacablemente a la oposición boyarda con el uso del terror opríchnina. Las concesiones de tierras también se otorgaron a sujetos que prestaban servicio militar, y pronto este tipo de concesión de tierras se convirtió en el más común en comparación con las tierras heredadas entre los boyardos. Iván IV consolidó su poder, centralizó el poder real e hizo todo lo posible para frenar la influencia de los príncipes.
Después de Iván IV, comenzó un momento de problemas cuando su hijo Teodoro I de Rusia murió sin un heredero terminando con la dinastía Rúrik. El boyardo Borís Godunov intentó proclamarse zar, pero varias facciones de boyardos se negaron a reconocerlo. El caos continuó después de que el primer Falso Dmitri tomó el trono, y estalló la guerra civil. Cuando los Románov se hicieron con el zarato, el siglo XVII se convirtió en uno lleno de reformas administrativas. Se introdujo un código legal integral y se estaba comenzando a formar una fusión de los boyardos con la burocracia de élite.
Al final de los Tiempos Turbios, los boyardos habían perdido casi todo el poder independiente que tenían. En lugar de ir a Moscú para ganar más poder, los boyardos se sintieron derrotados y se sintieron obligados a ir a Moscú para mantener una Rusia unida y fuerte. Segundo, los boyardos perdieron sus principados independientes, donde mantuvieron todo su poder, y en su lugar gobernaron distritos y regiones bajo el gran príncipe de la época. Los boyardos también perdieron su influencia asesora sobre el gran príncipe con herramientas como la duma, y en cambio el gran príncipe ya no se sintió obligado a escuchar las demandas de los boyardos. Finalmente, el zar ya no temía perder su apoyo militar, y la unificación de Rusia adquirió una importancia capital. Con Pedro el Grande, el último clavo en el ataúd sucedió por el poder del boyardo, y nunca se recuperarían de sus reformas administrativas.
Pedro el Grande, que tomó el poder en 1697, se encargó de occidentalizar Rusia y ponerse al día con el mundo moderno. Después de la revuelta de los streltsí de 1698, Pedro el Grande regresó a Rusia, obligando a los funcionarios del gobierno y a aquellos que eran financieramente capaces de tener caras afeitadas y vestirse con ropa occidental. Pedro también reformó el sistema judicial y creó un senado con miembros designados por él, reemplazando al antiguo consejo de boyardos que originalmente asesoraba al zar. Este movimiento que hizo fue uno de los muchos que desmantelaron los poderes y el estado que los boyardos poseían anteriormente. Pedro estaba expulsando de la corte a la facción conservadora y religiosa de los boyardos, y en su lugar utilizaba a funcionarios extranjeros y rusos para llenar el sistema administrativo. Varios boyardos, así como otros nobles, se manifestaron en contra de estas reformas, incluido el historiador Mijaíl Scherbátov, quien declaró que las reformas que Pedro hizo ayudaron a destruir la tradición rusa, y crearon personas que intentaron "abrirse camino, halagando y humillando al monarca y a los grandes en todos los sentidos". Aun así, las reformas continuaron, ya que en este punto, el zar poseía demasiado poder, y Rusia se convirtió en una monarquía absoluta cada vez más con cada gobernante.

## Boyardos en Galitzia
Al ser parte de Rutenia (también conocida en la historiografía rusa como la Rus de Kiev), la nobleza galitzia originalmente se llamaban boyardos. Con la anexión de la Galicia del Este (Galitzia) por el Reino de Polonia como resultado de las guerras de Galitzia-Volynia, los boyardos locales se equipararon desde 1430 en derechos junto con la nobleza polaca (szlachta). Un gran número de boyardos huyó a las tierras del Gran Ducado de Lituania en Volinia y Podolia.

## Boyardos en Valaquia y Moldavia
En las regiones de los Cárpatos donde habitan los rumanos, la clase boyarda (boier) surgió de los jefes —llamados cneaz («líder») o jude («juez») en las áreas al norte del Danubio, y celnic al sur del río— de comunidades rurales a principios de la Edad Media, inicialmente elegidas, que luego hicieron sus atribuciones judiciales y administrativas hereditarias y las expandieron gradualmente a otras comunidades. Después de la aparición de estructuras políticas más avanzadas en el área, su poder privilegiado tuvo que ser confirmado por el poder central, que utilizó esta prerrogativa para incluir en la clase boyarda a individuos que se distinguían en las funciones militares o civiles que realizaban (asignándolas tierras de los dominios principescos).

### La condición boyarda
La jerarquía social rumana estaba compuesta por boyardos, mazil y răzeș. Ser boyardo implicaba tres cosas: ser propietario de una tierra, tener siervos y tener una función militar y/o administrativa. Un boyardo podría tener una función estatal y/o una función judicial. Estas funciones se llamaron dregătorie o boierie. Solo el príncipe tenía el poder de asignar una boierie. Los terratenientes con siervos pero sin función se clasificaron como mazil, pero aún se consideraban de origen noble (din os boieresc, que se traduce literalmente como «de huesos boyardos»). Los pequeños terratenientes que poseían un dominio sin distinción (devălmășie) o siervos se llamaban răzeși. Según algunos historiadores, eran descendientes de terratenientes mazil.

### Origen
Aunque las funciones solo podían ser otorgadas por el príncipe y no eran hereditarias, la posesión de la tierra era hereditaria. El príncipe podía dar tierras a alguien, pero no podía arrebatárselas a su poseedor, excepto por razones serias como la traición. Por lo tanto, había dos tipos de boyardos: aquellos cuyos antepasados, como jefes de las antiguas comunidades rurales, habían tenido tierras antes de la formación de los estados feudales, de modo que el príncipe simplemente confirmó su condición preexistente como terratenientes; y aquellos que adquirieron su dominio de una donación principesca o que lo heredaron de un antepasado que lo adquirió a través de dicha donación (como la distinción entre Uradel y Briefadel en el Sacro Imperio Romano y en sus regímenes sucesores feudales). Durante el régimen de los fanariotas, también hubo boyardos que no tenían tierra, sino solo una función. De esta manera, se podría aumentar el número de boyardos vendiendo funciones a quienes pudieran pagarlos.

### Jerarquía
La estrecha alianza entre la condición de boyardo y las funciones militares-administrativas condujo a una confusión, agravada por los fanariotas: estas funciones comenzaron a considerarse como títulos nobles, como en Occidente. De hecho, este no fue el caso en absoluto. Tradicionalmente, los boyardos se organizaban en tres estados: boyardos del primer, segundo y tercer estado. Por ejemplo, hubo una primera o una gran postelnic, una segunda postelnic y una tercera postelnic, cada una con sus diferentes obligaciones y derechos. La diferencia de condición era visible incluso en el aspecto físico o vestimenta. Solo los boyardos del primer estado tenían derecho, por ejemplo, a dejarse crecer la barba, el resto solo tenía derecho a un bigote. Dentro de la clase de los boyardos del primer estado, estaba la subclase de los «grandes boyardos». Esos eran grandes terratenientes que también tenían algunas funciones muy altas, como la función del gran vornic. Por encima de esos grandiosos boyardos solo estaba el príncipe.

### El príncipe
Por lo general, un príncipe era un boyardo antes de su elección o nombramiento como príncipe, pero esta no era una condición absoluta. Inicialmente, solo los descendientes principescos podían ser elegidos príncipes. Sin embargo, durante la época de los fanariotas, cualquier hombre podría ser un príncipe si el sultán lo nombra (y lo suficientemente rico como para comprar esta cita del gran visir). Durante la soberanía otomana, y especialmente durante el régimen de los fanariotas, el título de Príncipe se convirtió en una función administrativa dentro de la jerarquía otomana imperial. El título de Príncipe de Valaquia o Moldavia era equivalente en dignidad al de un bajá con dos colas de caballo.